# Philosophical Magazine
Das Philosophical Magazine ist die älteste kommerzielle wissenschaftliche Zeitschrift der Welt, die noch immer publiziert wird. Von Alexander Tilloch (1759–1825) begründet, erschien sie erstmals im Juni 1798 in London. Seit 1852 wird sie vom Verlag Taylor & Francis herausgegeben. Zu den Autoren zählen Michael Faraday, James Prescott Joule, James Clerk Maxwell, Joseph John Thomson, Baron Rayleigh, Ernest Rutherford und Otto Hahn.

## Geschichte

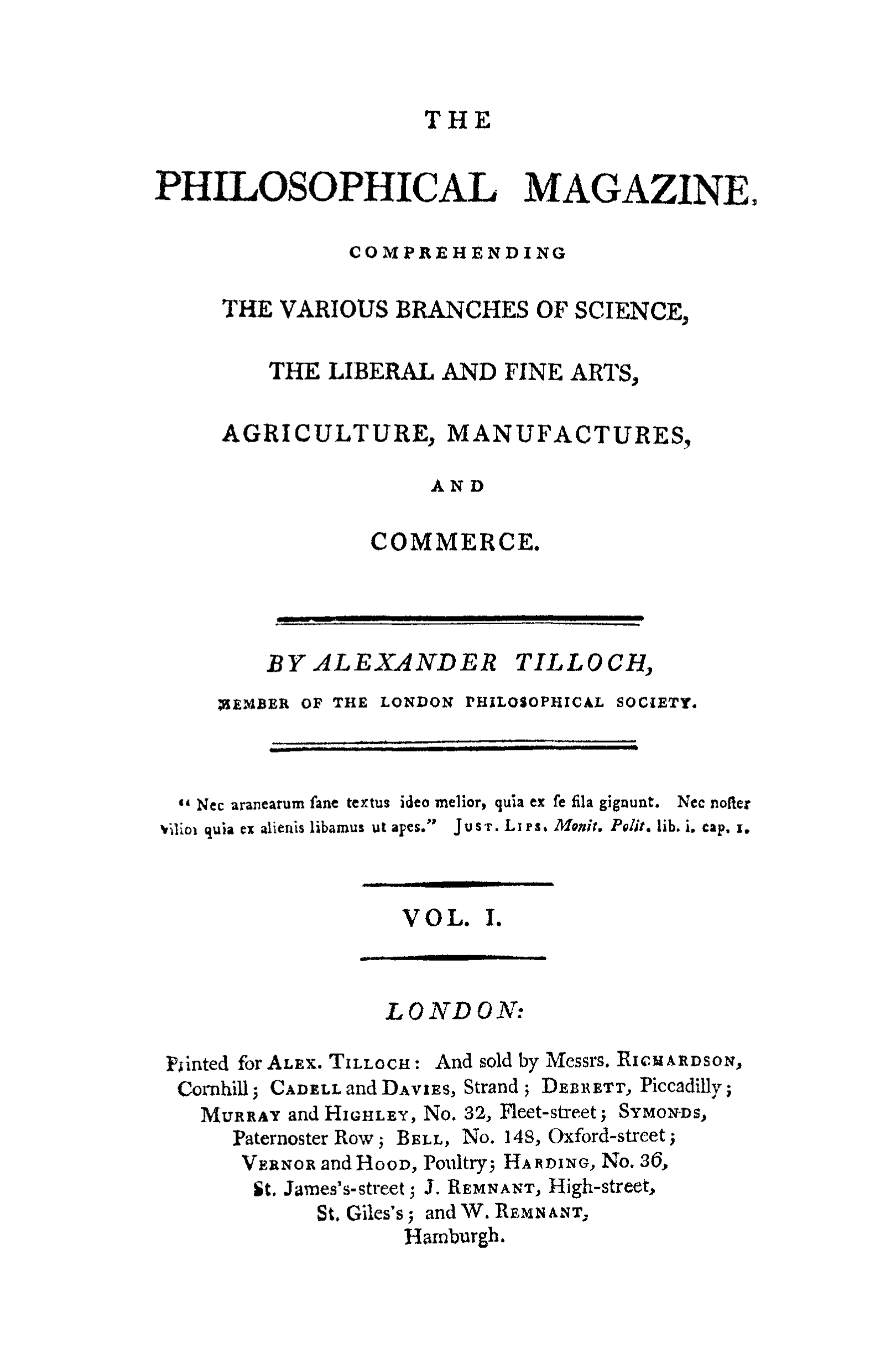
Titelseite der ersten Ausgabe vom Juni 1798.

Die von Alexander Tilloch begründete Zeitschrift trug ursprünglich den Titel The Philosophical magazine: comprehending the various branches of science, the liberal and fine arts, agriculture, manufactures, and commerce. Ab dem im Juli 1822 erschienenen Band 60 wurde Tilloch von Richard Taylor (1781–1858) bei der Herausgabe der Zeitschrift unterstützt, der nach Tillochs Tod bis Ende 1826 zunächst alleiniger Herausgeber wurde. Anfang 1827 schlossen sich das Philosophical Magazine und die Annals of Philosophy zusammen. Richard Phillips (1778–1851) wurde Mitherausgeber und die Zeitschrift wurde unter dem geänderten Titel The Philosophical magazine, or annals of chemistry, mathematics, astronomy, natural history and general science vertrieben, der bis zum Juni 1832 beibehalten wurde. Mitte 1832 kam es schließlich zur Vereinigung mit dem Edinburgh Journal of Science, das bis dahin von David Brewster herausgegeben wurde. Brewster wurde Mitherausgeber des in seiner dritten Folge unter dem Titel The London and Edinburgh Philosophical Magazine and Journal of Science firmierenden Philosophical Magazine. 1840 wurde Robert Kane, Gründer des Dublin Journal of Medical Science, vierter Herausgeber und die Zeitschrift führte von da an den Titel The London, Edinburgh and Dublin Philosophical Magazine and Journal of Science, der lange Zeit beibehalten wurde. Seit 1949 heißt die Zeitschrift wieder einfach Philosophical Magazine. 1978 wurde die Zeitschrift in zwei Teile, Philosophical Magazine A und Philosophical Magazine B, aufgeteilt. 2003 wurden die beiden Teile wieder zusammengeführt.
Zu den Herausgebern zählten John Tyndall, Thomson, Nevill F. Mott und William Lawrence Bragg. Derzeit wird das Philosophical Magazine von Lindsay Greer von der Universität Cambridge herausgegeben.

## Inhalt
Zur Zeit der Gründung deckte das Philosophical Magazine das gesamte Spektrum der Naturwissenschaften ab. Die erste Ausgabe beschäftigte sich unter anderem mit einer speziellen Art der Dampfmaschine, mit Methoden zur chemischen Analyse von Wein und mit der Reaktion von Wasserstoff und Sauerstoff zu Wasser.  In der zweiten Hälfte des 19. Jahrhunderts veröffentlichte James Clerk Maxwell die Maxwell-Gleichungen. 1887 schrieben Albert A. Michelson und Edward W. Morley über das Michelson-Morley-Experiment und 1897 erschien der Artikel Cathode Rays von Joseph John Thomson, welcher die Entdeckung des Elektrons dokumentierte. Anfang des 20. Jahrhunderts schlug Ernest Rutherford im Philosophical Magazine die Experimente von Hans Geiger und Ernest Marsden vor. 1913 veröffentlichte Niels Bohr das Bohrsche Atommodell. Rutherfords später geschriebener Artikel Collision of α Particles with Light Atoms dokumentiert erstmals die Umwandlung eines chemischen Elementes in ein anderes durch eine Kernreaktion.
Das Philosophical Magazine erscheint 36-mal jährlich. Ergänzt wird es durch zwölf jährliche Ausgaben der Philosophical Magazine Letters. In dieser seit 1987 herausgegebenen Ergänzung werden bevorzugt kurze Artikel zur Festkörperphysik veröffentlicht.

## Bibliografie
Im Folgenden wird Geschichte der Zeitschriftenentwicklung dargestellt:
- 1. Folge:
The Philosophical magazine : comprehending the various branches of science, the liberal and fine arts, agriculture, manufactures, and commerce. Band 1–68. Juni 1798 bis Dezember 1826,
- 2. Folge:
 The Philosophical magazine, or annals of chemistry, mathematics, astronomy, natural history and general science, Band 1–11. Januar 1827 bis Juni 1832,
- 3. Folge:
The London and Edinburgh philosophical magazine and journal of science. Band 1–16, Juli 1832 bis Juni 1840.
The London, Edinburgh, and Dublin philosophical magazine and journal of science. Band 17–37, Juli 1840 bis Dezember 1850,
- 4. Folge:
The London, Edinburgh, and Dublin philosophical magazine and journal of science. Band 1–50, Januar 1851 bis Dezember 1875,
- 5. Folge:
The London, Edinburgh, and Dublin philosophical magazine and journal of science. Band 1–50, Januar 1876 bis Dezember 1900,
- 6. Folge:
The London, Edinburgh, and Dublin philosophical magazine and journal of science. Band 1–50, Januar 1901 bis Dezember 1925,
- 7. Folge:
The London, Edinburgh, and Dublin philosophical magazine and journal of science. Band 1–46, Januar 1926 bis Dezember 1955,
- 8. Folge:
The Philosophical Magazine: A Journal of Theoretical Experimental and Applied Physics. Band 1–36, Januar 1956 bis 1977

Nachgefolger:
- Philosophical Magazine A (1978–2002)
- Philosophical Magazine B (1978–2002)

Aktuell:
- Philosophical Magazine (2003 – heute)